# Lamprosema fuscifusalis
Lamprosema fuscifusalis là một loài bướm đêm trong họ Crambidae.